# Samara (Dniepr)
Pour les articles homonymes, voir Samara (homonymie).
La Samara (en ukrainien : Самара) est une rivière d'Ukraine et un affluent gauche du Dniepr.

## Géographie
La Samara est longue de 320 km et draine un bassin de 22 600 km2. Son débit moyen est de 17 m3/s à 48 km de sa confluence avec la Dniepr. La Samara est surtout alimentée par la fonte des neiges au printemps. Elle gèle à partir de novembre, décembre ou janvier jusqu'à la seconde quinzaine de mars ou avril. La Samara est navigable à partir de Novomoskovsk.
La ville de Dnipropetrovsk se trouve près du point de confluence du Dniepr et de la Samara.

## Affluents
Ses principaux affluents sont les rivières Vovtcha et Byk.

## Villes
La Samara arrose les villes de Ternivka et Novomoskovsk.